# Парламентские выборы на Багамских Островах (2007)
Парламентские выборы на Багамских Островах прошли 2 мая 2007 года. В результате оппозиционное Свободное национальное движение получило 23 из 41 места парламента. Лидер СНД Хьюберт Ингрэм был приведён к присяге 4 мая и стал премьер-министром.

## Предвыборная обстановка
В ноябре 2005 года на конвенции Свободного национального движения Хьюберт Ингрэм выразил желание вернуться в политику и был вновь избран лидером партии. Под его руководством партия, проигравшая выборы 2002 года, активизировалась. Особенно это проявилось в связи с разгоревшимся скандалом в ПЛП. В августе 2006 года население уже выражало недовольство из-за ускоренного получения вида на жительство американской модели и звезды реалити-шоу Анны Николь Смит, которая получила его в течение месяца, хотя обычно такие вопросы могли рассматриваться годами. Вскоре появились фотографии Смит в обнимку с министром иммиграции Шейном Гибсоном, членом кабинета министров ПЛП. Министр обвинялся в том, что получил от Смит деньги и подарки. В феврале 2007 года Гибсон ушёл в отставку. Оппозиция обвинила ПЛП в том, что реакция на скандал показала некомпетентность правительства.

## Результаты
Парламентские выборы на Багамских Островах 2007 года
| Партия                                                                   | Голоса  | %     | Места |
| ------------------------------------------------------------------------ | ------- | ----- | ----- |
| Свободное национальное движение                                          | 68,542  | 49,86 | 23    |
| Прогрессивная либеральная партия                                         | 64 637  | 47,02 | 18    |
| Багамское демократическое движение                                       | 741     | 0,54  | 0     |
| Независимые                                                              | 3 555   | 2,59  | 0     |
| Всего                                                                    | 137 475 |       | 41    |
| Источник: BBC News Архивная копия от 10 сентября 2017 на Wayback Machine |         |       |       |